# قائمة زملاء الجمعية الملكية المنتخبين في 1703
هذه الصفحة تعرض قائمة زملاء الجمعية الملكية المُنتخبين لعام 1703.

## الزملاء
- Russell Robartes [الإنجليزية]‏
- ويليام ديرهام
- Richard Mead [الإنجليزية]‏
- Sir Matthew Dudley, 2nd Baronet [الإنجليزية]‏
- Johann Jakob Scheuchzer [الإنجليزية]‏
- Peniston Booth [الإنجليزية]‏
- Joseph Shaw (legal writer) [الإنجليزية]‏
- Johann Philipp Breyne [الإنجليزية]‏
- John Morton (naturalist) [الإنجليزية]‏